# Илики
Или́ки (греч. Υλίκη) — пресное озеро в Греции. Расположено в периферийной единице Беотия в периферии Центральная Греция. Ближайшими крупным городом являются Фивы, расположенные в 10 км к югу от озера. Площадь его водной поверхности около 19 квадратных километров. В длину озеро достигает 10,8 км, в ширину — 5,6 км. Озеро находится на высоте 78 метров над уровнем моря. Окружено невысокими горами, берега западной части крутые.
В озеро впадает река Кифисос.
В 1959 году на озере были построены водозаборные сооружения для водоснабжения Афин. По системе каналов и туннелей вода подаётся в водохранилище Маратон, а оттуда на очистные сооружения в Полидендрионе. Общая длина акведуков составила 67 км, в том числе 23,7 км каналов и 12,3 км напорных туннелей.
С юга и запада озеро огибает Автострада 1, часть европейского маршрута E75.
Озёра Илики и Паралимни входят в сеть «Натура 2000». Природоохранный участок включает Источник Харит (греч. Πηγές των Χαρίτων, Πηγές Τριών Χαρίτων ή Ακιδαλία πηγή της Αφροδίτης). Согласно греческой мифологии здесь родились хариты — дочери Зевса и Евриномы: Аглая, Евфросина и Талия. Источник в античности был известен также как Акидалия. Считалось, что в нём купалась Афродита. Воды Источника Харит по реке Кифисос попадают в озеро Илики.